# 艾倫·平克頓

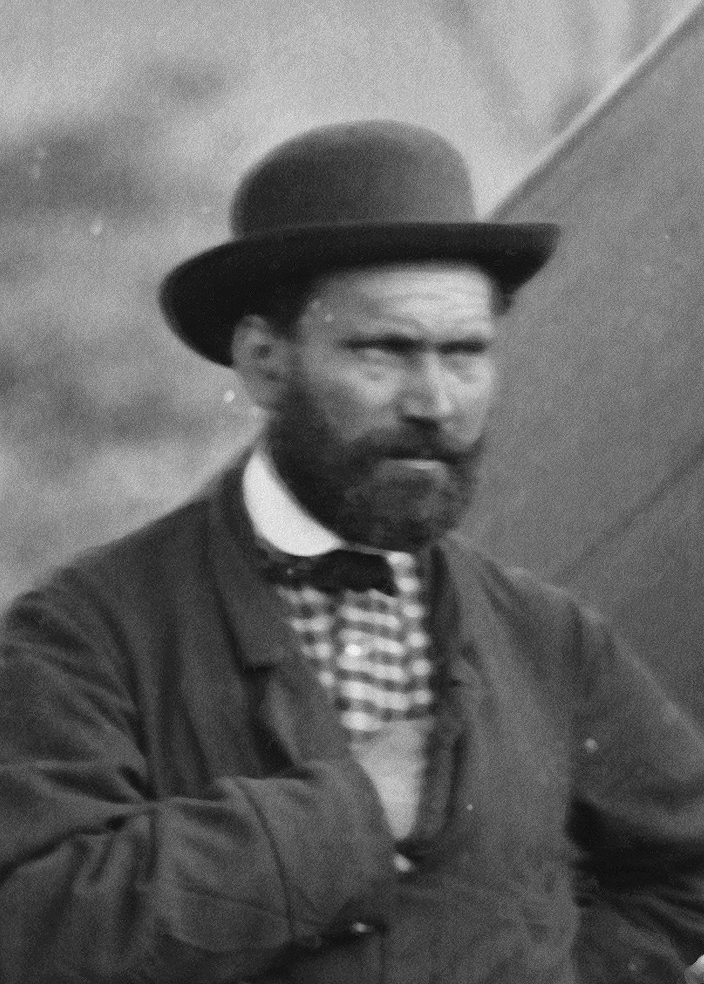
艾倫・平克頓（1862年）

艾倫・平克頓  （Allan Pinkerton，1819年8月25日—1884年7月1日），以私家偵探以及間諜等身分出名的19世紀美國人物。生於蘇格蘭的格拉斯哥。1842年移居芝加哥，1850年設立美國第一家私立偵探事務所・保全公司平克頓偵探事務所。
南北戰爭時，受亞伯拉罕·林肯總統委託而負責總統的護衛工作 (林肯被暗殺時，他剛好被解任)，並以對於南部邦聯的諜報活動以及揭發出南軍的間諜而活躍。他所揭發的間諜中也包括在美國社交界暗中活躍的女間諜Rose O'Neal Greenhow。
20世紀初期的俄羅斯，有以他為原型所創作的奈德・平克頓（Нат Пинкертон）為主角的偵探小説 "Пинкертоновщина"並且還被系列化。
2014年起，在美國電視劇The Pinkertons當中，由安古斯·麥克菲登飾演他。

## 外部連結
- University of Chicago's library database （页面存档备份，存于）
- University of Toronto's library database （页面存档备份，存于）
- Detailed profile of Pinkerton
- Allan Pinkerton, in The Scotsman's Great Scots series （页面存档备份，存于）
- A Brief History of the Pinkertons （页面存档备份，存于）